# Totobates viviparus
Totobates viviparus är en kvalsterart som beskrevs av Hammer 1962. Totobates viviparus ingår i släktet Totobates och familjen Liebstadiidae. Inga underarter finns listade i Catalogue of Life.